# Jaan Suve
Jaan Suve, vlastním jménem Johann Friedrich Sommer (12. prosincejul./ 23. prosince 1777greg., Tallinn, původně německy Reval – 6. lednajul./ 18. ledna 1851greg., Pärnu, původně německy Pernau) byl estonsky píšící spisovatel a učitel, který se významně zasloužil o rozvoj estonštiny a jehož dílo vykazuje znaky preromantismu.

## Život
Pocházel z rodiny krejčího. Studoval na německé a ruské škole v Tallinnu. Aby zlepšil své ruské jazykové dovednosti, začal pak sloužit v carském námořnictvu na válečné lodi Saratov. Po skončení služby si na panství Saksi Manor (Saximois) ve Virumaa (Wierland) osvojil dovednosti správce zemědělské usedlosti. Když se mu ale naskytla roku 1808 příležitost začít pracovat jako učitel ruského jazyka, okamžitě složil učitelskou odbornou zkoušku a začal pracovat na okesní škole v Rakvere (Wesenberg), od roku 1814 ve Viljandi (Fellin) a od roku 1815 až do roku 1837 v Pärnu (Pernau). Po odchodu na odpočinek se začal věnovat literatuře.  Předpokládá se, že důvodem byla mimo jiné snaha přilepšit si k penzi, protože měl velkou rodinu (dvě dcery a šest synů). Zemřel roku 1851 v Pärnu a byl zde také pochován.

## Dílo
Suveho první rukopis vznikl na přelomu let 1839/1840 a obsahoval osm povídek a jedenáct básní. Svými dvěma historickými válečnými příběhy pak zavedl do estonské literatury téma ruských dějin, které zpracoval v duchu sentimentalismu. Kladl sice důraz na loajalitu k carovi a k Rusku, ale zároveň se snažil o estonské národní sebeuvědomění. Měl dobré znalosti o ruské literatuře a o jejích tématech. První příběh se jmenuje Wenne Südda ja Wenne Hing (1841, Ruské srdce a ruská duše) a líčí Napoleonovo tažení do Ruska roku 1812 a jeho porážku, druhý nese název Luige Laus (1843) a zabývá se námořní bitvou mezi Ruskem a Švédskem roku 1790 ve Finském zálivu, které se zúčastní hlavní postava příběhu Luige Laus, považovaný za jednoho z prvních mužských hrdinů v estonské literatuře. Autor se v těchto dílech snaží zdůraznit, že důležitý není sociální původ člověka, ale jeho „srdce“ – jeho činy.  Zdůrazňuje vlastenecké city, zkušenosti a vůli estonských hrdinů.
Většina Suveho básní z přelomu let 1839/1840 byla zařazena do básnické antologie Lillekessed (Květiny) vydané roku 1852, která nabídla reprezentativní průřez tehdejšími básněmi a písněmi v estonštině. Kromě Suveho uvedl v antologii její editor Berend Gildenmann dalších pět básníků.